# Robert Svendsens Flyvning
Robert Svendsens Flyvning er en dansk dokumentarfilm, der dokumenterer forberedelserne til den første flyvning over Øresund. 

## Handling
I 1910, formodentlig januar eller februar, letter Robert Svendsen i sin Voisin-todækker flyvemaskine Dania fra Kløvermarken og flyver ud over Øresund. Flyvemaskinen trækkes ud af hangaren. Der fyldes benzin på. Interesserede flyver-entusiaster ser på, mens Robert Svendsen gør klar.